# Ekstraklasa 2014-2015
L'Ekstraklasa 2014-2015, nota anche come T-Mobile Ekstraklasa 2014-2015 per ragioni di sponsorizzazione, fu l'89ª edizione della massima serie del campionato polacco di calcio, l'81ª edizione nel formato di campionato. La stagione iniziò il 18 luglio 2014 e si concluse il 7 giugno 2015. Il Lech Poznań vinse il campionato per la settima volta nella sua storia. Capocannoniere del torneo fu Kamil Wilczek, attaccante del Piast Gliwice con 20 reti realizzate.

## Stagione

### Novità
Dalla Ekstraklasa 2013-2014 vennero retrocessi in I liga il Widzew Łódź e lo Zagłębie Lubin, mentre dalla I liga 2013-2014 vennero promossi il GKS Bełchatów e il Górnik Łęczna, rispettivamente classificate al primo e al secondo posto.

### Formula
Il campionato si svolgeva in due fasi: nella prima le sedici squadre partecipanti si affrontavano in un girone all'italiana con partite di andata e ritorno, per un totale di 30 giornate. Successivamente, le squadre venivano divise in due gruppi in base alla classifica: le prime otto formavano un nuovo girone e competevano per il titolo e la qualificazione alle competizioni europee; le ultime otto, invece, lottavano per non retrocedere in I liga. Nella seconda fase le squadre portavano metà dei punti conquistati nella prima fase. Al termine della competizione, nel girone per il titolo, la squadra prima classificata era campione di Polonia e si qualificava per il secondo turno della UEFA Champions League 2015-2016, mentre le squadre classificate al secondo e al terzo posto si qualificavano per il primo turno della UEFA Europa League 2015-2016, assieme alla vincitrice della Coppa di Polonia ammessa direttamente al secondo turno. Nel girone per la salvezza le ultime due classificate venivano retrocesse direttamente in I liga.

## Squadre partecipanti
| Club              | Stagione | Città         | Stadio                              | Stagione precedente      |
| ----------------- | -------- | ------------- | ----------------------------------- | ------------------------ |
| GKS Bełchatów     | dettagli | Bełchatów     | Stadion GKS Bełchatów               | 1º posto in I liga       |
| Górnik Łęczna     | dettagli | Łęczna        | Stadion Górnika Łęczna              | 2º posto in I liga       |
| Górnik Zabrze     | dettagli | Zabrze        | Stadion im. Ernesta Pohla           | 5º posto in Ekstraklasa  |
| Jagiellonia       | dettagli | Białystok     | Stadion Miejski                     | 11º posto in Ekstraklasa |
| Korona Kielce     | dettagli | Kielce        | Stadion Miejski                     | 13º posto in Ekstraklasa |
| KS Cracovia       | dettagli | Cracovia      | Stadion Cracovii                    | 14º posto in Ekstraklasa |
| Lech Poznań       | dettagli | Poznań        | Stadion Miejski                     | 2º posto in Ekstraklasa  |
| Lechia Danzica    | dettagli | Danzica       | Stadion Energa Gdańsk               | 4º posto in Ekstraklasa  |
| Legia Varsavia    | dettagli | Varsavia      | Pepsi Arena                         | Campione di Polonia      |
| Piast Gliwice     | dettagli | Gliwice       | Stadion Piasta Gliwice              | 12º posto in Ekstraklasa |
| Podbeskidzie      | dettagli | Bielsko-Biała | Stadion Miejski                     | 10º posto in Ekstraklasa |
| Pogoń Stettino    | dettagli | Stettino      | Stadion Miejski                     | 7º posto in Ekstraklasa  |
| Ruch Chorzów      | dettagli | Chorzów       | Stadion Ruchu Chorzów               | 3º posto in Ekstraklasa  |
| Śląsk Breslavia   | dettagli | Breslavia     | Stadion Miejski                     | 9º posto in Ekstraklasa  |
| Wisła Cracovia    | dettagli | Cracovia      | Stadion Miejski                     | 6º posto in Ekstraklasa  |
| Zawisza Bydgoszcz | dettagli | Bydgoszcz     | Stadion im. Zdzisława Krzyszkowiaka | 8º posto in Ekstraklasa  |

## Prima fase

### Classifica finale
| Pos. | Squadra           | Pt | G  | V  | N  | P  | GF | GS | DR  |
| ---- | ----------------- | -- | -- | -- | -- | -- | -- | -- | --- |
| 1.   | Legia Varsavia    | 56 | 30 | 17 | 5  | 8  | 57 | 30 | +27 |
| 2.   | Lech Poznań       | 54 | 30 | 14 | 12 | 4  | 52 | 27 | +25 |
| 3.   | Jagiellonia       | 49 | 30 | 14 | 7  | 9  | 43 | 35 | +8  |
| 4.   | Śląsk Breslavia   | 46 | 30 | 12 | 10 | 8  | 43 | 36 | +7  |
| 5.   | Wisła Cracovia    | 43 | 30 | 11 | 10 | 9  | 47 | 39 | +8  |
| 6.   | Górnik Zabrze     | 43 | 30 | 11 | 10 | 9  | 43 | 43 | 0   |
| 7.   | Pogoń Stettino    | 41 | 30 | 11 | 8  | 11 | 40 | 38 | +2  |
| 8.   | Lechia Danzica    | 41 | 30 | 11 | 8  | 11 | 36 | 37 | -1  |
| 9.   | Korona Kielce     | 39 | 30 | 10 | 9  | 11 | 34 | 42 | -8  |
| 10.  | Piast Gliwice     | 39 | 30 | 11 | 6  | 13 | 38 | 43 | -5  |
| 11.  | Podbeskidzie      | 39 | 30 | 10 | 9  | 11 | 40 | 48 | -8  |
| 12.  | KS Cracovia       | 37 | 30 | 10 | 7  | 13 | 35 | 41 | -6  |
| 13.  | Górnik Łęczna     | 34 | 30 | 8  | 10 | 12 | 31 | 37 | -6  |
| 14.  | Ruch Chorzów      | 33 | 30 | 8  | 9  | 13 | 33 | 38 | -5  |
| 15.  | GKS Bełchatów     | 31 | 30 | 8  | 7  | 15 | 24 | 42 | -18 |
| 16.  | Zawisza Bydgoszcz | 29 | 30 | 8  | 5  | 17 | 32 | 52 | -20 |

Legenda:
      Ammessa al girone per il titolo.
      Ammessa al girone per la salvezza.
Note:
Tre punti a vittoria, uno a pareggio, zero a sconfitta.
La classifica viene stilata secondo i seguenti criteri:
- Punti conquistati
- Punti conquistati negli scontri diretti
- Differenza reti negli scontri diretti
- Reti realizzate negli scontri diretti
- Goal fuori casa negli scontri diretti (solo tra due squadre)
- Differenza reti generale
- Reti totali realizzate
- Classifica fair-play

### Risultati
|                   | GKS  | GŁę  | GZa  | Jag  | Kor  | KSC  | LcP  | LcD  | Leg  | Pia  | Pod  | Pog  | Ruc  | Slą  | Wis  | Zaw  |
| ----------------- | ---- | ---- | ---- | ---- | ---- | ---- | ---- | ---- | ---- | ---- | ---- | ---- | ---- | ---- | ---- | ---- |
| GKS Bełchatów     | –––– | 1-1  | 1-0  | 0-0  | 2-0  | 1-1  | 1-2  | 1-1  | 0-3  | 0-0  | 1-2  | 1-0  | 0-1  | 2-0  | 3-1  | 1-4  |
| Górnik Łęczna     | 1-1  | –––– | 0-1  | 0-0  | 1-0  | 2-1  | 1-1  | 1-1  | 3-1  | 1-2  | 0-0  | 4-2  | 3-0  | 1-1  | 1-1  | 5-2  |
| Górnik Zabrze     | 2-0  | 2-0  | –––– | 3-0  | 1-1  | 2-0  | 1-1  | 2-2  | 0-4  | 1-2  | 3-3  | 1-1  | 2-2  | 3-3  | 0-5  | 2-1  |
| Jagiellonia       | 0-1  | 2-1  | 1-0  | –––– | 1-2  | 2-1  | 1-0  | 2-2  | 0-3  | 2-1  | 4-2  | 5-0  | 2-0  | 1-3  | 2-2  | 0-0  |
| Korona Kielce     | 2-0  | 2-0  | 0-3  | 0-3  | –––– | 1-2  | 2-2  | 3-2  | 0-0  | 1-0  | 2-1  | 2-2  | 0-0  | 2-2  | 3-2  | 2-2  |
| KS Cracovia       | 3-1  | 2-1  | 1-2  | 1-1  | 2-1  | –––– | 0-0  | 3-2  | 1-3  | 3-1  | 1-3  | 0-1  | 1-0  | 1-1  | 1-0  | 1-0  |
| Lech Poznań       | 5-0  | 1-0  | 3-0  | 2-0  | 1-1  | 1-1  | –––– | 1-0  | 2-1  | 4-0  | 1-1  | 1-1  | 2-1  | 2-0  | 2-3  | 6-2  |
| Lechia Danzica    | 1-0  | 2-0  | 1-0  | 1-1  | 1-2  | 1-0  | 1-2  | –––– | 1-0  | 3-1  | 1-0  | 0-1  | 3-3  | 1-4  | 1-0  | 0-0  |
| Legia Varsavia    | 0-1  | 5-0  | 1-1  | 1-3  | 2-0  | 2-0  | 2-2  | 1-0  | –––– | 2-0  | 3-0  | 2-1  | 2-1  | 4-3  | 2-2  | 2-0  |
| Piast Gliwice     | 3-1  | 0-0  | 2-2  | 0-2  | 1-2  | 4-2  | 3-2  | 1-3  | 3-1  | –––– | 3-0  | 1-0  | 0-1  | 2-0  | 0-0  | 3-0  |
| Podbeskidzie      | 1-1  | 1-0  | 0-3  | 1-0  | 2-2  | 1-1  | 0-2  | 1-0  | 2-1  | 2-4  | –––– | 2-3  | 3-0  | 2-2  | 2-2  | 2-1  |
| Pogoń Stettino    | 3-0  | 0-1  | 3-1  | 2-0  | 2-0  | 2-1  | 1-1  | 0-1  | 2-1  | 0-0  | 1-2  | –––– | 1-1  | 4-1  | 0-3  | 3-0  |
| Ruch Chorzów      | 0-1  | 1-2  | 1-2  | 5-2  | 0-1  | 3-0  | 0-0  | 1-1  | 0-0  | 2-0  | 2-0  | 2-1  | –––– | 1-0  | 1-2  | 1-2  |
| Sląsk Wrocław     | 2-1  | 2-1  | 2-0  | 0-1  | 1-0  | 0-0  | 1-1  | 3-0  | 1-3  | 3-0  | 0-0  | 1-1  | 2-0  | –––– | 1-0  | 2-1  |
| Wisła Cracovia    | 1-0  | 2-0  | 1-1  | 0-2  | 2-0  | 2-1  | 1-2  | 3-1  | 0-3  | 1-1  | 3-2  | 1-1  | 2-2  | 1-1  | –––– | 0-1  |
| Zawisza Bydgoszcz | 2-1  | 0-0  | 1-2  | 1-3  | 2-0  | 0-3  | 1-0  | 0-2  | 1-2  | 2-0  | 1-2  | 2-1  | 1-1  | 0-1  | 2-4  | –––– |

## Girone per il titolo
I punti conquistati nella stagione regolare venivano dimezzati.

### Classifica finale
| Pos. | Squadra         | Pt | G  | V  | N  | P  | GF | GS | DR  |
| ---- | --------------- | -- | -- | -- | -- | -- | -- | -- | --- |
| 1.   | Lech Poznań     | 43 | 37 | 19 | 13 | 5  | 67 | 33 | +34 |
| 2.   | Legia Varsavia  | 42 | 37 | 21 | 7  | 9  | 64 | 33 | +31 |
| 3.   | Jagiellonia     | 41 | 37 | 19 | 8  | 10 | 59 | 44 | +15 |
| 4.   | Śląsk Breslavia | 35 | 37 | 15 | 13 | 9  | 50 | 43 | +7  |
| 5.   | Lechia Danzica  | 29 | 37 | 13 | 10 | 14 | 45 | 47 | -2  |
| 6.   | Wisła Cracovia  | 28 | 37 | 12 | 13 | 12 | 56 | 48 | +8  |
| 7.   | Górnik Zabrze   | 26 | 37 | 12 | 11 | 14 | 50 | 60 | -10 |
| 8.   | Pogoń Stettino  | 22 | 37 | 11 | 9  | 17 | 45 | 52 | -7  |

Legenda:
      Campione di Polonia e ammessa alla UEFA Champions League 2015-2016.
      Ammessa alla UEFA Europa League 2015-2016.
Punti portati dalla prima fase:
Legia Varsavia: 28 punti
Lech Poznań: 27 punti
Jagiellonia: 25 punti
Sląsk Wrocław: 23 punti
Górnik Zabrze: 22 punti
Wisła Cracovia: 22 punti
Lechia Danzica: 21 punti
Pogoń Stettino: 21 punti
Note:
Tre punti a vittoria, uno a pareggio, zero a sconfitta.
La classifica viene stilata secondo i seguenti criteri:
- Punti conquistati
- Punti conquistati negli scontri diretti
- Differenza reti negli scontri diretti
- Reti realizzate negli scontri diretti
- Goal fuori casa negli scontri diretti (solo tra due squadre)
- Differenza reti generale
- Reti totali realizzate
- Classifica fair-play

### Risultati
|                | Gór  | Jag  | LcP  | LcD  | Leg  | Pog  | Sla  | Wis   |
| -------------- | ---- | ---- | ---- | ---- | ---- | ---- | ---- | ----- |
| Górnik Zabrze  | –––– |      | 1-6  | 0-1  |      | 2-0  |      |       |
| Jagiellonia    | 3-2  | –––– |      | 4-2  |      |      | 1-1  | 2-1   |
| Lech Poznań    |      | 1-3  | –––– |      |      | 1-0  | 3-0  | 0-0   |
| Lechia Danzica |      |      | 1-2  | –––– | 0-0  |      |      | 2-2   |
| Legia Varsavia | 2-0  | 1-0  | 1-2  |      | –––– |      |      | 1-0   |
| Pogoń Stettino |      | 1-3  |      | 1-3  | 0-1  | –––– |      |       |
| Śląsk Wrocław  | 1-1  |      |      | 1-0  | 1-1  | 2-1  | –––– |       |
| Wisła Cracovia | 4-1  |      |      |      |      | 2-2  | 0-1  | ––––- |

## Girone per la salvezza
I punti conquistati nella stagione regolare venivano dimezzati.

### Classifica finale
|  | Pos. | Squadra           | Pt | G  | V  | N  | P  | GF | GS | DR  |
|  | ---- | ----------------- | -- | -- | -- | -- | -- | -- | -- | --- |
|  | 9.   | KS Cracovia       | 36 | 37 | 15 | 9  | 13 | 50 | 44 | +6  |
|  | 10.  | Ruch Chorzów      | 30 | 37 | 12 | 10 | 15 | 44 | 46 | -2  |
|  | 11.  | Korona Kielce     | 28 | 37 | 12 | 11 | 14 | 44 | 55 | -11 |
|  | 12.  | Piast Gliwice     | 28 | 37 | 13 | 8  | 16 | 50 | 56 | -6  |
|  | 13.  | Podbeskidzie      | 27 | 37 | 12 | 10 | 15 | 47 | 60 | -13 |
|  | 14.  | Górnik Łęczna     | 27 | 37 | 11 | 11 | 15 | 39 | 46 | -7  |
|  | 15.  | Zawisza Bydgoszcz | 24 | 37 | 10 | 8  | 19 | 45 | 63 | -18 |
|  | 16.  | GKS Bełchatów     | 21 | 37 | 9  | 9  | 19 | 35 | 60 | -25 |

Legenda:
      Retrocessa in I liga 2015-2016.
Punti portati dalla prima fase:
Podbeskidzie: 20 punti
Piast Gliwice: 20 punti
Korona Kielce: 20 punti
KS Cracovia: 19 punti
Górnik Łęczna: 17 punti
Ruch Chorzów: 17 punti
GKS Bełchatów: 16 punti
Zawisza Bydgoszcz: 15 punti
Note:
Tre punti a vittoria, uno a pareggio, zero a sconfitta.
La classifica viene stilata secondo i seguenti criteri:
- Punti conquistati
- Punti conquistati negli scontri diretti
- Differenza reti negli scontri diretti
- Reti realizzate negli scontri diretti
- Goal fuori casa negli scontri diretti (solo tra due squadre)
- Differenza reti generale
- Reti totali realizzate
- Classifica fair-play

### Risultati
|                   | GKS  | GŁę  | Cra  | Kor  | Pia  | Pod  | Ruc  | Zaw   |
| ----------------- | ---- | ---- | ---- | ---- | ---- | ---- | ---- | ----- |
| GKS Belchatow     | –––– |      |      | 2-2  |      | 0-2  |      | 1-4   |
| Górnik Leczna     | 1-0  | –––– | 0-3  |      |      |      | 0-1  |       |
| KS Cracovia       | 1-1  |      | –––– | 1-1  |      |      | 1-0  | 3-1   |
| Korona Kielce     |      | 1-3  |      | –––– | 2-1  | 3-1  | 0-2  |       |
| Piast Gliwice     | 6-3  | 2-3  | 0-3  |      | –––– | 2-1  |      |       |
| Podbeskidzie      |      | 1-0  | 0-3  |      |      | –––– | 0-2  | 2-2   |
| Ruch Chorzow      | 2-4  |      |      |      | 1-1  |      | –––– | 3-2   |
| Zawisza Bydgoszcz |      | 1-1  |      | 3-1  | 0-0  |      |      | ––––- |

## Statistiche

### Classifica marcatori
Fonte: 90minut.pl
| Gol |  |  | Giocatore          | Squadra        |
| --- |  |  | ------------------ | -------------- |
| 20  |  |  | Kamil Wilczek      | Piast Gliwice  |
| 18  |  |  | Flávio Paixão      | Śląsk Wrocław  |
| 15  |  |  | Paweł Brożek       | Wisla Cracovia |
| 15  |  |  | Patryk Tuszyński   | Jagiellonia    |
| 14  |  |  | Grzegorz Kuświk    | Ruch Chorzów   |
| 14  |  |  | Mateusz Piątkowski | Jagiellonia    |
| 13  |  |  | Kasper Hämäläinen  | Lech Poznań    |
| 13  |  |  | Orlando Sá         | Legia Varsavia |
| 12  |  |  | Łukasz Zwoliński   | Pogoń Stettino |